# Карапузики неполнокрылые
Карапузики неполнокрылые (лат. Abraeus) — род жуков-карапузиков из подсемейства Abraeinae.

## Описание
Формула лапок 5-5-5. Передние голени заметно расширены. Усиковые ямки расположены перед передними тазиками, отделены от передних углов переднеспинки.

## Виды
Некоторые виды рода:
- Abraeus granulum Erichson, 1839
- Abraeus parvulus Aubé, 1842
- Abraeus perpusillus (Marsham, 1802)
- Abraeus roubali Olexa, 1958